# Comté de Grant (Minnesota)
Pour les articles homonymes, voir Comté de Grant.
Le comté de Grant est situé dans l’État du Minnesota, aux États-Unis. Il comptait 6 074 habitants en 2020. Son siège est Elbow Lake.